# Otanabe
Otanabe (Otanave), pleme američkih Indijanaca porodice muniče iz sjevernog Perua, koji su govorili su dijalektom jezika muniche. Njihovo ime danas je sinonim jezika muniche.